# Lanterne des morts de Cellefrouin
La lanterne des morts de Cellefrouin est une lanterne des morts, c'est-à-dire une tour surmontée d'un pavillon ajouré dans lequel on hissait, au crépuscule, une lampe allumée, supposée servir de guide aux défunts, et elle est située à Cellefrouin, en France

## Description
Le monument est une lanterne des morts de style roman qui est datée de la fin du XIIe siècle par l'existence de ses bases à griffes. La lanterne des morts de Cellefrouin repose sur un soubassement de cinq gradins et sa hauteur au-dessus d'eux est de plus de douze mètres. Elle se compose d'un piédestal composé de quatre assises qui supporte un faisceau de huit colonnes accolées en laissant un conduit creux de la base au sommet auquel on accède par une ouverture carrée dans une des colonnes. Quatre des colonnes sont plus grosses et quatre plus petites et les bases des colonnes sont munies de griffes. 
Les colonnes sont surmontées de huit assises en retrait, formant des chapiteaux sans sculpture, le tout est couronné d'un clocheton conique surmonté d'une boule, qui supporte une croix. Ce cône est recouvert de pierres triangulaires en écaille de pomme de pin, pierres qui étaient de petites pierres plates calcaires, des platins. Il est percé à sa base de quatre petites fenêtres rectangulaires, une à l'aplomb de chaque grosse colonne, destinées à laisser rayonner autour de l'édifice la lumière du fanal. Vers le milieu du cône, on voit une cinquième ouverture, plus petite que les précédentes, destinée à laisser échapper la fumée.
Le fanal était hissé dans une niche située à trois mètres de hauteur dans une des colonnes. Au XIXe siècle existait encore à l'intérieur un crochet en fer destiné à retenir la corde qui servait à monter et descendre le fanal. 

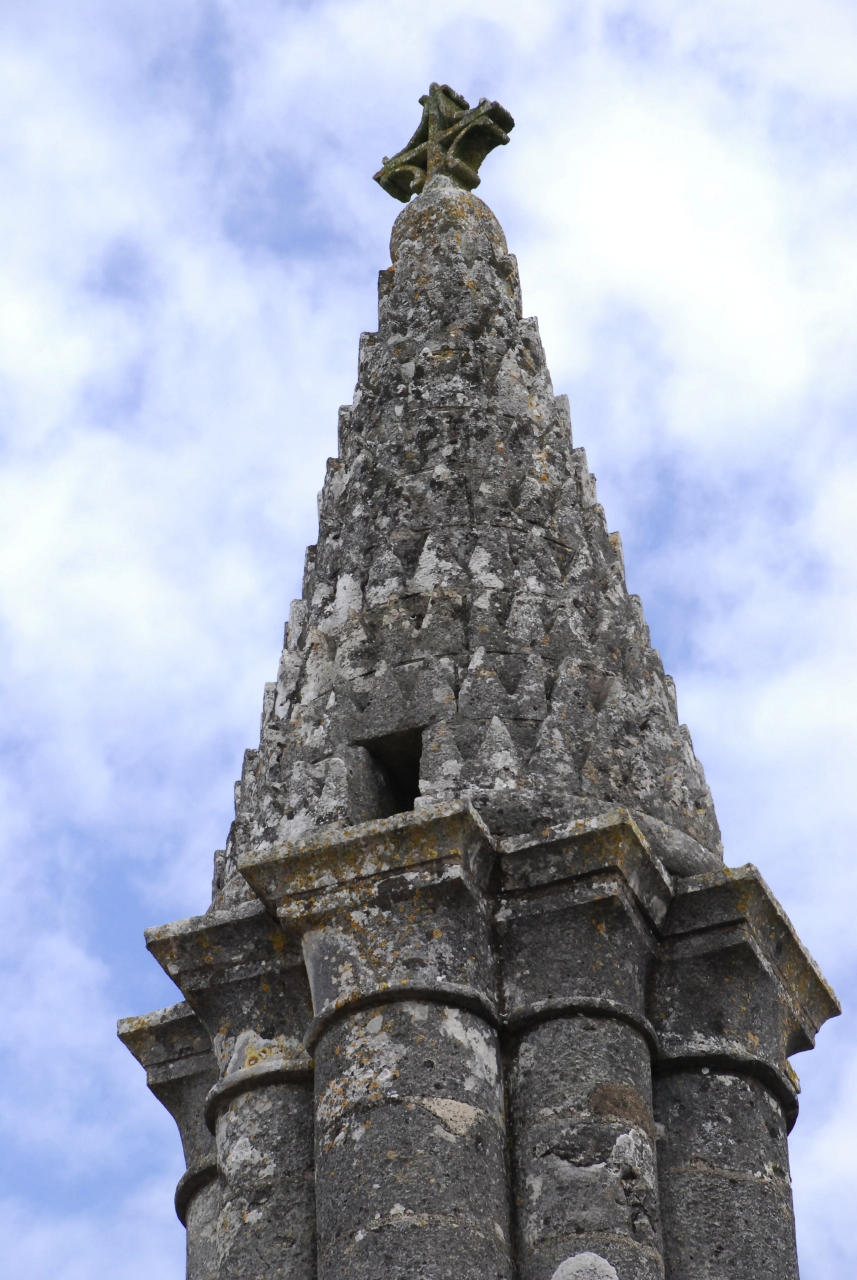
Cône supérieur.

## Localisation
Le monument est situé dans le département français de la Charente, dans le cimetière de la commune de Cellefrouin, en haut du bourg. Il est à noter qu'en ce lieu se trouvaient des tombes mérovingiennes, puis que le cimetière a été déplacé et n'est revenu que plusieurs siècles après la construction de la lanterne. L'orientation des quatre ouverture dans la direction des quatre vallées du Son, de la  Sonnette, de la Bonnieure et de la Tardoire laisse envisager un rôle de repère aux personnes égarées afin qu'elles rejoignent l'abbaye Saint-Pierre de Cellefrouin. Mais les lanternes des morts sont réputées n'avoir qu'un rôle religieux en attestant de l'immortalité de l'âme et appelant à prier pour les défunts.

## Historique
Cette lanterne des morts date de la fin du XIIe siècle.
C'est en 1828 que le piédestal a été constitué ou reconstitué avec des pierres tombales récupérées, travaux qui ont couté 10 F de matériaux et 50 F de main-d'œuvre comme l'atteste une délibération du conseil municipal
Cette lanterne des morts a été classée au titre des monuments historiques le 12 juillet 1886.
Lors de sa séance du 14 novembre 1894 la Société Archéologique et Historique de la Charente a voté une somme de 100 francs pour la restauration de la lanterne des morts de Cellefrouin.

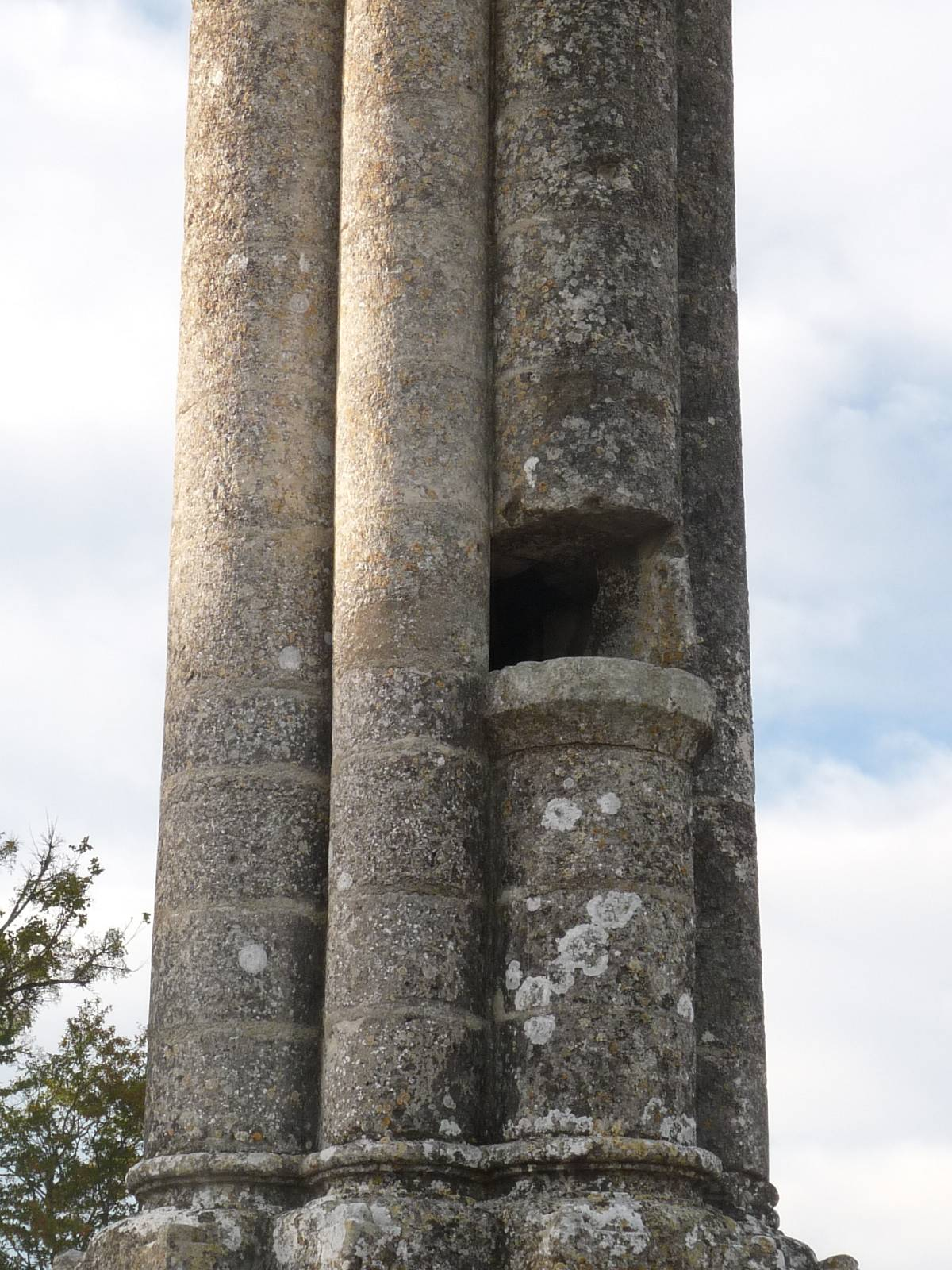
Base des colonnes et ouverture.